# カール・ツェンガー
カール・ツェンガー（ドイツ語: Karl Zenger、1873年6月3日 - 1912年2月19日）は、ドイツ、エルディング出身のフィギュアスケート選手（男子シングル）。
1905年欧州選手権銅メダリスト。弟はフィギュアスケート選手のヴィルヘルム・ツェンガー。

## 主な戦績
| 大会/年      | 1896-97 | 1904-05 | 1905-06 |
| ------------ | ------- | ------- | ------- |
| 世界選手権   |         |         | 4       |
| 欧州選手権   |         | 3       |         |
| ドイツ選手権 | 1       | 1       | 2       |